# 格蘭港 (維德角)

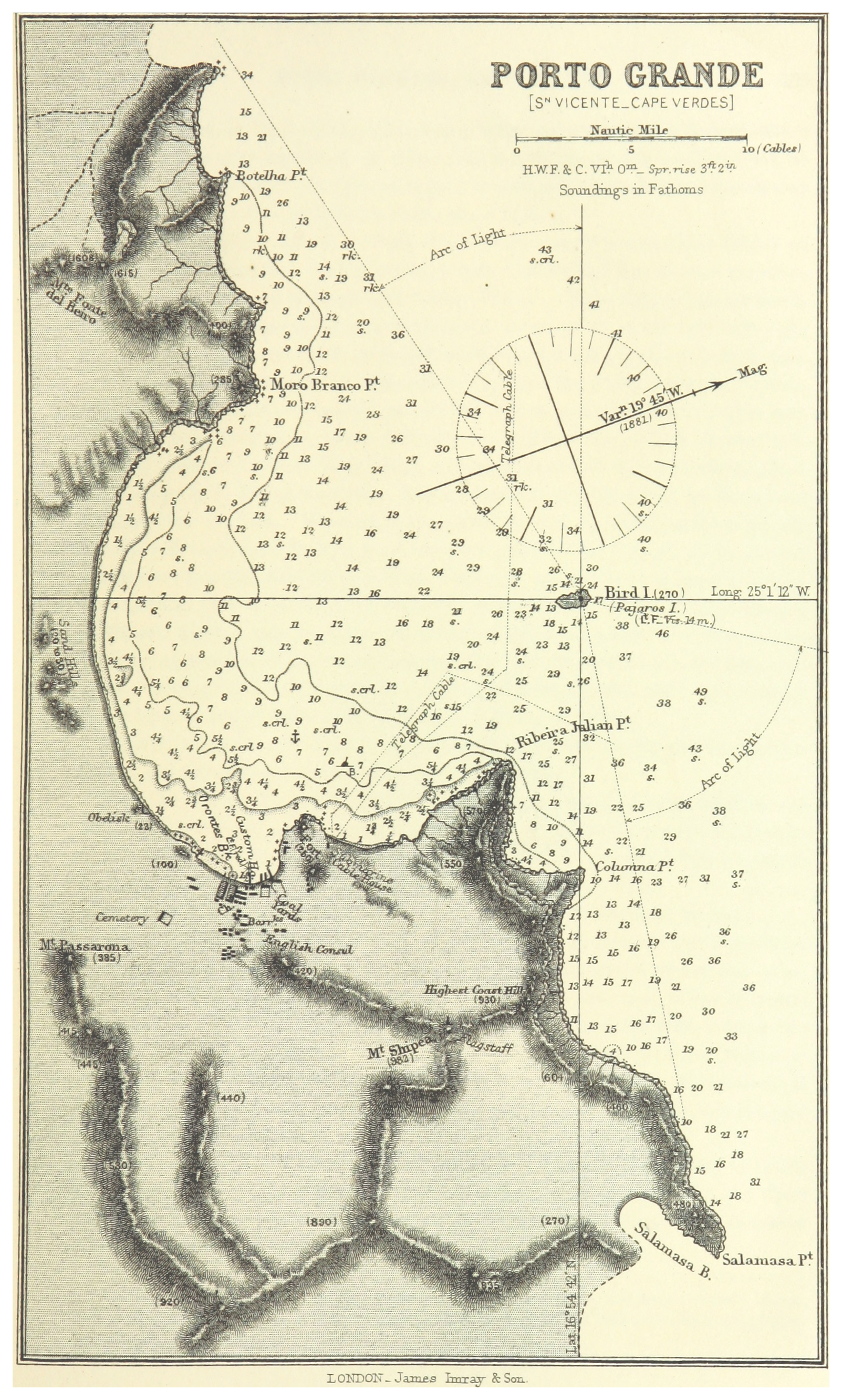
1884年格蘭德港灣航海圖

格蘭港 （葡萄牙語：Baía do Porto Grande），意為「大港」，是位於維德角圣维森特岛的港灣，靠近島上的最大城市明德盧。目前由ENAPOR（國家港口管理公司）管理，擁有9座碼頭。2017年有847,602公噸貨物和350,213名乘客利用，是佛得角最繁忙的港口。